# Potentilla heterosepala
Potentilla heterosepala är en rosväxtart som beskrevs av Karl Fritsch. Potentilla heterosepala ingår i Fingerörtssläktet som ingår i familjen rosväxter.

## Underarter
Arten delas in i följande underarter:
- P. h. mexicana
- P. h. guatemalensis